# Анхалт-Харцгероде
Анхалт-Харцгероде (на немски: Fürstentum Anhalt-Harzgerode) е княжество на Свещената Римска империя от 1635 до 1709 г. Столица е Харцгероде и се управлява от род Аскани.

## История
Образувано е през 1635 г. чрез наследствена подялба на Княжество Анхалт-Бернбург. Фридрих (1613 – 1670), малкият син на княз Христиан I фон Анхалт-Бернбург (1568 – 1639), получава управлението на княжеството Анхалт-Харцгероде. След смъртта на неговия син Вилхелм (1643 – 1709) през 1709 г. княжеството отива на неговия племенник Виктор I Амадей (1634 – 1718) от Анхалт-Бернбург, и двете части се обидиняват отново.